# Albuñuelas
Albuñuelas là một xã trong tỉnh Granada, Tây Ban Nha.
36°55′B 3°37′T / 36,917°B 3,617°T